# Eutychius de Constantinople
Pour les articles homonymes, voir Eutychius.
Saint Eutychius de Constantinople (né à Theium en Phrygie vers 512, mort le 5 ou 6 avril 582) est patriarche de Constantinople d'août 552 à janvier 565, puis d'octobre 577 à sa mort en avril 582.

## Biographie
Sa vie est bien connue, car la biographie rédigée après sa mort par un de ses proches, Eustathe, prêtre de Constantinople, a été conservée. Son père Alexandre était un officier de l'armée qui servit sous Bélisaire. Lui-même devint moine à trente ans dans le diocèse d'Amasée, puis prêtre et archimandrite, et en 552 son évêque l'envoya à Constantinople pour y traiter d'affaires de sa charge. Il fit apparemment grande impression sur l'empereur Justinien, car, lorsque, juste après, mourut le patriarche Mennas (25 août 552), il fut désigné le jour même pour la succession. 
Il eut aussitôt à reprendre les négociations avec le pape Vigile, qui se trouvait à Constantinople depuis 547, sur la convocation d'un concile œcuménique, voulu par l'empereur Justinien pour entériner la condamnation des Trois Chapitres. Le pape céda finalement le 28 janvier 553, mais refusa de participer à ce deuxième concile de Constantinople, qui fut dès lors présidé par Eutychius (5 mai-2 juin 553). Le 14 mai, le pape envoya un document condamnant soixante propositions de Théodore de Mopsueste, mais refusant toujours la condamnation globale des Trois Chapitres. Le concile passa outre, et ce fut Eutychius qui rédigea les décrets. Finalement, c'est dans une lettre adressée au patriarche Eutychius et datée du 8 décembre 553 que le pape Vigile céda pour pouvoir rentrer à Rome. 
Le 24 décembre 562, Eutychius réinaugura en présence de l'empereur la cathédrale Sainte-Sophie (dont la coupole s'était effondrée le 7 mai 558, à la suite du tremblement de terre de décembre 557). Fin 564, Justinien promulgua un décret à la teneur relevant de l'aphthartodocétisme : « il déclarait le corps du Seigneur incorruptible et étranger aux passions naturelles et innocentes, affirmant que le Seigneur mangeait avant sa passion de la même façon qu'après sa résurrection, son saint corps n'ayant subi aucune conversion ni changement depuis sa formation dans le ventre de sa Mère, même à l'égard des passions volontaires et naturelles, et pas plus après sa résurrection » (Évagre le Scholastique, IV, 39). L'empereur envoya ce texte aux patriarches pour signature, mais Eutychius lui opposa un refus net. Le 22 janvier 565, par l'entremise d'Aetherius, Justinien fit perquisitionner son domicile et arrêter tous ses serviteurs pendant qu'il célébrait la messe. La nuit suivante, le patriarche fut arrêté lui-même et enfermé dans un monastère à Chalcédoine. Huit jours après, un synode d'évêques fut réuni pour le juger (sur des griefs sans rapport avec la question, touchant son mode de vie prétendument inapproprié) ; Eutychius refusa de se présenter, et fut condamné et déposé. Il fut d'abord relégué sur l'île de Prinkipo, puis renvoyé (au mois d'avril suivant) dans son ancien monastère d'Amasée, et remplacé par Jean III Scholastique. C'est après la mort de celui-ci, le 31 août 577, que Justin II, le successeur de Justinien, rétablit Eutychius sur son trône (3 octobre 577). 
Il eut aussi une controverse avec le diacre Grégoire, apocrisiaire du pape Pélage II à Constantinople de 580 à 585, et futur pape Grégoire Ier, à propos de la résurrection des corps. Grégoire raconte l'histoire en détail dans son Expositio in librum Job, qu'il écrivit à Constantinople (XIV, 31 sqq.). Le philosophe d'Alexandrie Jean Philopon avait écrit un traité sur le sujet, où il prétendait concilier la pensée d'Aristote avec le dogme chrétien ; pour lui, la résurrection n'aura pas lieu dans les corps d'aujourd'hui, évidemment dissous et anéantis, mais dans d'autres que Dieu créera alors. Cette publication avait ranimé la discussion sur un point difficile et controversé, et Eutychius penchait vers les idées de Philopon, prétendant que le nouveau corps des ressuscités serait « plus subtil que l'air ». Grégoire lui répondit en s'appuyant notamment sur Luc, 24:39 : « Voyez mes mains et mes pieds, c'est bien moi. Touchez-moi et voyez : un esprit n'a ni chair, ni os, comme vous voyez que j'ai ». La querelle prit un tour tel que l'empereur Tibère II dut s'en mêler : il eut un entretien séparé avec les deux contestants, mais le différend persista. Eutychius serait finalement revenu à l'orthodoxie sur son lit de mort : « Je confesse que c'est dans cette chair-ci que nous ressusciterons. »
Un de ses disciples, Eustrate de Constantinople, a laissé un traité dénonçant l'opinion selon laquelle les âmes sont insensibles, inactives, et dorment depuis la mort jusqu'au jour de la résurrection.

## Œuvres conservées
- CPG  6937-6940.

## Liens
- Notices dans des dictionnaires ou encyclopédies généralistes :   - Deutsche Biographie
  - Enciclopedia italiana
  - Treccani
- Notices d'autorité :   - VIAF
  - LCCN
  - GND
  - Espagne
  - Pays-Bas
  - Pologne
  - Suède
  - Vatican
  - Australie
  - WorldCat